# Mirafuentes
Mirafuentes település Spanyolországban, Navarra autonóm közösségben. Mirafuentes Torralba Del Río, Nazar, Mendaza, Desojo és Espronceda községekkel határos. Lakosainak száma 58 fő (2024).

## Népesség
A település népessége az elmúlt években az alábbi módon változott:
| Lakosok száma | 54   | 58   | 48   | 45   | 49   | 54   | 56   | 57   | 59   | 58   |
|               | 2001 | 2004 | 2007 | 2009 | 2012 | 2014 | 2017 | 2019 | 2022 | 2024 |